# Ромкла
Ромкла (Громкла, Румкале (Римская крепость), тур. Rumkale, арм. Հռոմկլայ — Hromkla, курд. Hromkla, араб. قلعة الروم‎ — Qal’at ar-Rum) — крепость на правом берегу реки Евфрат на территории Турции. На протяжении полутора веков крепость являясь центром Армянской Апостольской церкви, в которой располагался престол католикоса армян
Перевод всех названий означает «Римский Замок». Высокая стена обрамлена прямоугольными башнями с 7 воротами. Стратегическое расположение крепости было известно ещё ассирийцам, хотя нынешняя структура в значительной степени эллинистического и римского происхождения. В руинах крепости сохранились светские здания. В крепости велось сельское хозяйство, в частности культивировались оливки, инжир, фисташки, арбуз, дыня, тыква.

## Расположение

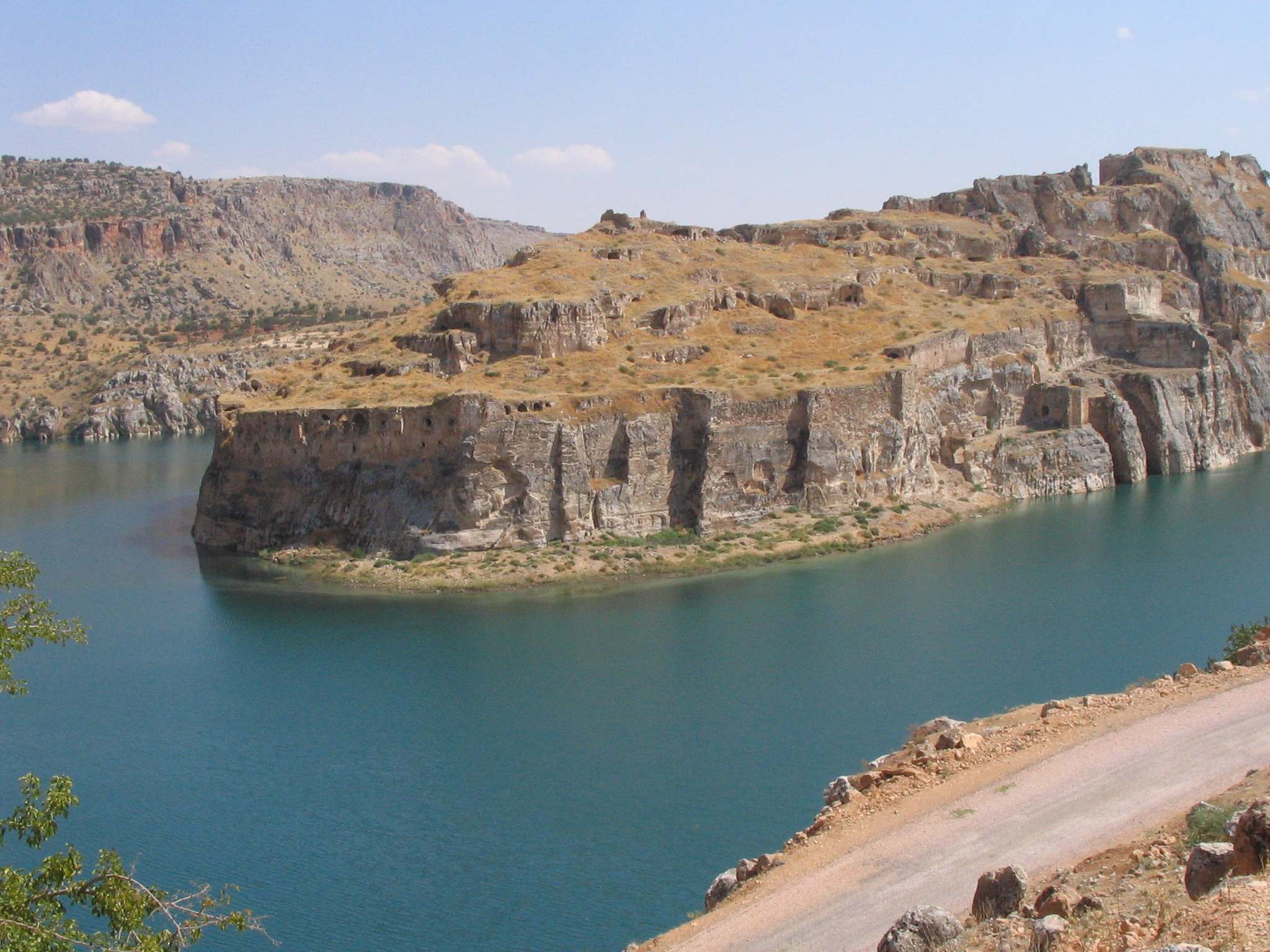
Крепость Ромкла

Крепость находится в провинции Газиантеп между городами Газиантеп и Шанлыурфа (примерно в 50 км от обеих городов), близ города Биреджик. Занимает высокий обрывистый мыс между Евфратом и впадающей в него справа речкой Мерзимен (Merzimen Çayı). После строительства плотины Биреджик крепость была частично затоплена водами Биреджикского водохранилища. К ней можно добраться на водном транспорте.

## История

Ромкла в составе Киликийского армянского царства

В древности и средневековье крепость имела стратегическое расположение. Ассирийский царь Салманасар III захватил его в 855 году до н. э. Однако оставшаяся на крепости архитектура характерна для позднеримского и средневекового периода.
В результате первого крестового похода территория крепости вошла в Эдесское графство. В 1147 году вдова графа Жослена Беатрис, армянка по происхождению, пригласила армянского католикоса Григория III поселиться в крепости, построив две церкви: Св. Григория Просветителя, Св. Марии. После смерти Григория католикосом стал Нерсес Шнорали (1166-1173) — сторонник объединения армянской и византийской церквей. В 1178 и 1179 году, уже после смерти Нерсеса Шнорали, в Ромкле состоялись соборы, на которых присутствовали епископы Армении, Киликии и Кавказской Албании. Большинство армянского духовенства высказалось против уступок и отклонили предложение о присоединении к Византийской церкви. Ромкла была резиденцией Армянского Католикоса вплоть до конца XIII века. В Ромкле было три армянских храма: Сурб Григор Лусаворич (Св. Григория Просветителя), Сурб Аствацацин (Пресвятой Богородицы)  и Сурб Пркич (Святого Спасителя).Став центром армянской церкви, находясь вдали от армянских князей Киликии, в окружении мусульманских территорий, Ромкла одновременно становится одним из крупнейших центров создания миниатюр и манускриптов. В Ромкле была своя школа миниатюры под началом Католикоса Нерсеса IV. Самый ранний из сохранившихся, на сегодняшний день, манускриптов этой школы датируется 1166 годом
В монастыре Ромклы работал известный художник-миниатюрист Торос Рослин, а также Григор Мличеци, Григор младший, Константин Барцрбердци, Киракос, Ованнес и другие. В монастыре переписывались рукописи и создавались новые религиозные тексты.
Несмотря на то, что крепость была окружена территориями, которые контролировались мусульманами, Ромкла оставалась местом постоянной резиденции армянских католикосов до 1292 года, когда после тридцатитрехдневного противостояния в качестве основного бастиона против египетских мамлюков, 28 июня 1292 года она была захвачена и разграблена. Главная Церковь  Сурб Аствацацин стала мечетью, другие храмы были разрушены, большинство населения уничтожено. В плен был взят католикос Степанос IV, а новой резиденцией армянских католикосов стал Сис. В 1516 году крепость была завоевана османами.
Крепость была окончательно разрушена в 1839 году в результате взрыва, произведенного по приказу Ибрагим-паши.
Разрушенная Церковь Св. Григория Просветителя оставалась до XX века местом паломничества для армян, а так же  езидов.

## Интересные факты
- Считается, что апостол Иоанн жил в окрестностях Ромклы и хранил там записи Евангелия[3][10].